# Igor Astarloa
Vous lisez un « bon article » labellisé en 2011.
Pour les articles homonymes, voir Astarloa.
Igor Astarloa, né le 29 mars 1976 à Ermua dans la Communauté autonome du Pays basque, est un coureur cycliste espagnol, professionnel de 2000 à 2009. Spécialiste des classiques, son palmarès comporte notamment un titre de champion du monde sur route ainsi qu'une victoire sur la Flèche wallonne obtenus tous deux en 2003.
Après une carrière amateur effectuée dans sa région natale, Igor Astarloa passe professionnel en 2000 au sein de l'équipe italienne Mercatone Uno. Second de Danilo Di Luca, il obtient ses principales victoires lors de l'année 2003 avec l'équipe Saeco. La saison suivante, Astarloa arbore son maillot de champion du monde avec l'équipe Cofidis. Après un passage à la Lampre, il devient le leader de l'équipe Barloworld mais rencontre de multiples problèmes.
Astarloa arrête sa carrière cycliste en 2009. Impliqué dans plusieurs affaires de dopage, il fait partie des premiers coureurs sanctionnés par l'Union cycliste internationale à la suite d'anomalies sanguines dans son passeport biologique.

## Repères biographiques et carrière amateur
Né le 29 mars 1976 à Ermua dans la Communauté autonome du Pays basque, Igor Astarloa Askasibar (ou Ascasibar) commence le cyclisme sous l'impulsion d'un cousin. Dans les catégories amateur, ses performances lui permettent d'être recruté par l'équipe réserve de la formation Banesto pour l'année 1997. Il obtient alors plusieurs victoires lors de courses d'un jour ou de courses par étapes. Toutefois, ces victoires ne lui permettent pas de passer professionnel.
Astarloa rejoint alors l'équipe basque Café Baqué, sponsorisée par un producteur de café, dont il épouse plus tard l'héritière et présidente, Maria Baqué. Lors de son passage dans l'équipe basque, il gagne 7 victoires sur des courses en ligne ainsi que deux victoires lors de courses à étapes, ce qui lui vaut une sélection en équipe nationale pour les championnats du monde des moins de 23 ans. Il se classe alors 69e de la course en ligne marquée par la victoire d'Ivan Basso devant ses compatriotes Rinaldo Nocentini et Danilo Di Luca. Malgré cela, Astarloa ne passe toujours pas professionnel. Il est un temps en contact avec le dirigeant d'équipe Álvaro Pino, sans suite. Les mauvaises relations entre le patron de son équipe Café Baqué et celui de la formation professionnelle basque Euskaltel l'empêchent également de pouvoir espérer la rejoindre.
Astarloa choisit alors l'exil en Italie en février 1999 et figure dans une équipe dirigée par Bruno Leali, Garda-Calcestruzzi-Saretina. Il obtient cette année-là une victoire lors du Gran Premio Inda.

## Carrière professionnelle

### Débuts chez Mercatone Uno (2000-2001)
Après avoir été stagiaire à la fin de la saison 1999 dans l'équipe italienne Riso Scotti-Vinavil, Igor Astarloa devient professionnel en 2000 dans l'équipe italienne Mercatone Uno-Albacom dirigée par un ami de Bruno Leali, Giuseppe Martinelli. Il y rejoint Marco Pantani et Stefano Garzelli, tous deux vainqueurs du Tour d'Italie. Au cours de sa première saison professionnelle, il court principalement en Espagne et en Italie. Il s'affirme comme un bon sprinteur, terminant dans les cinq premiers d'étapes de la Semaine catalane et de la Bicyclette basque. Fin juin, il termine neuvième du championnat d'Espagne.
Au début de la saison 2001, Astarloa obtient de bons résultats sur les courses d'un jour espagnoles. Terminant sixième de la Clásica de Almería puis cinquième du Grand Prix Miguel Indurain, il remporte sa première victoire professionnelle le 15 avril sur la Klasika Primavera. Il se distingue aussi sur les grandes courses par étapes de début de saison, se classant 23e de Tirreno-Adriatico et 28e du Tour du Pays basque. Lors de la course espagnole, il termine sur le podium de trois étapes, battu au sprint par les Italiens Davide Rebellin, Stefano Zanini, puis Stefano Garzelli et porte durant une étape le maillot de leader,. Ces bons résultats et le départ de Garzelli à la Mapei en début de saison font d'Astarloa le leader de l'équipe pour les classiques ardennaises. Il termine 11e de Liège-Bastogne-Liège pour sa première participation, puis 15e de l'Amstel Gold Race la semaine suivante. L'été venu, il obtient sa première place dans les dix premiers sur une classique de coupe du monde en finissant en septième position de la HEW Cyclassics au terme d'un sprint. Il participe en septembre pour la première fois au Tour d'Espagne, qu'il abandonne au cours de la 10e étape.

### Confirmation chez Saeco (2002-2003)

#### L'éternel second (2002)

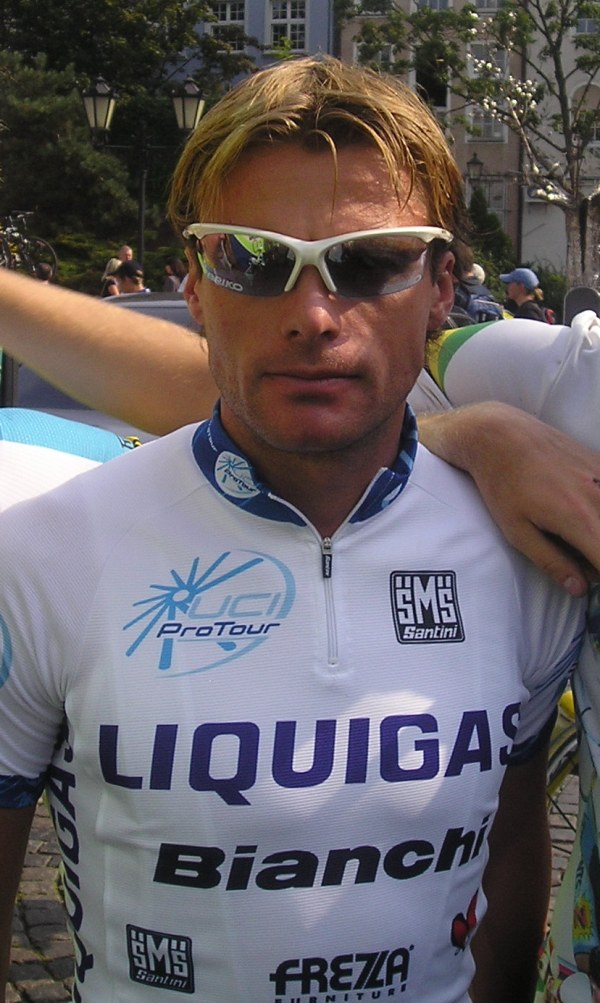
Danilo Di Luca, le leader de la Saeco pour les classiques.

En 2002, Astarloa suit Giuseppe Martinelli chez Saeco. Faisant partie des coéquipiers de Danilo Di Luca en vue des classiques, il s'y prépare en participant à Tirreno-Adriatico, à Milan-San Remo, au Critérium international et au Tour du Pays basque, avec moins de succès que l'année précédente. Sur les classiques ardennaises, il obtient quelques places d'honneur, terminant 13e de la Flèche wallonne et 14e de l'Amstel Gold Race, mais échoue sur Liège-Bastogne-Liège. Il court ensuite pour la première fois le Tour d'Italie en tant qu'équipier de Gilberto Simoni. Il termine ce Giro 53e.
Après cette course, sa saison reprend à la fin juillet, sur le Brixia Tour. Il y remporte la 2e étape A, avec six secondes d'avance sur son coéquipier Mirko Celestino, et s'empare du maillot de leader, qu'il conserve l'après-midi en terminant deuxième de l'étape, à une seconde de Celestino. Les deux coéquipiers terminent aux deux premières places du classement général. Une semaine plus tard, sur la HEW Cyclassics, Astarloa parvient à s'échapper en compagnie de huit coureurs, dont Johan Museeuw, Paolo Bettini et Davide Rebellin. Il termine deuxième au sprint derrière Museeuw. Six jours plus tard, il termine à nouveau deuxième d'une manche de la Coupe du monde, la Classique de Saint-Sébastien, derrière Laurent Jalabert.
Pour sa deuxième participation, il termine le Tour d'Espagne à la 63e place, puis termine septième de Paris-Tours au sprint. Il est sélectionné pour les championnats du monde, où il participe à la déroute de l'équipe d'Espagne, terminant 59e et premier espagnol. Fin octobre, il termine 23e du Tour de Lombardie, ce qui lui permet de s'assurer la 4e place finale de la Coupe du monde derrière Paolo Bettini, Johan Museeuw, et le vainqueur du jour Michele Bartoli. Il est considéré comme une des révélations de la saison. Quelques jours plus tard, il clôt sa saison par une nouvelle deuxième place, à la Japan Cup, où il est devancé au sprint par son compagnon d'échappée Sergio Barbero. Astarloa se classe quatrième de la Coupe du monde et 29e du classement UCI.

#### Le champion du monde (2003)
En 2003, Astarloa fait partie des coureurs principaux de Saeco pour les classiques avec Danilo Di Luca, Dario Pieri et Mirko Celestino. Il commence sa saison 2003 au Tour de la Communauté valencienne, où il remporte sa deuxième victoire professionnelle sur la 3e étape au sprint à Port de Sagunto. Il court ensuite Paris-Nice et Milan-San Remo, où il termine 37e, puis prend le départ du Tour du Pays basque, où il obtient notamment la deuxième place de la 2e étape derrière Ángel Vicioso, et termine 26e du classement général. Sur les classiques ardennaises, il termine dixième de l'Amstel Gold Race tandis que Danilo Di Luca monte sur le podium. Trois jours plus tard, il s'échappe à plus de 130 km de l'arrivée sur la Flèche wallonne, en compagnie d'une quinzaine d'autres coureurs. L'avance de l'échappée plafonne, et n'est plus que d'une minute à 30 km de l'arrivée. Aidé par son coéquipier Alexandr Shefer, Astarloa attaque à 10 km de l'arrivée, rejoint par Aitor Osa. Les deux coureurs résistent au retour du peloton, et Astarloa distance Osa à 200 m de l'arrivée. Il remporte ainsi sa première grande course d'un jour, devançant Osa de 16 secondes et Shefer de 56. Il devient ainsi le premier Espagnol à remporter la course. Le dimanche, il s'échappe à nouveau sur Liège-Bastogne-Liège, mais son groupe est repris et il ne termine que 34e. Il profite cependant de sa forme pour prendre la troisième place du Grand Prix de Francfort derrière Davide Rebellin et Erik Zabel.

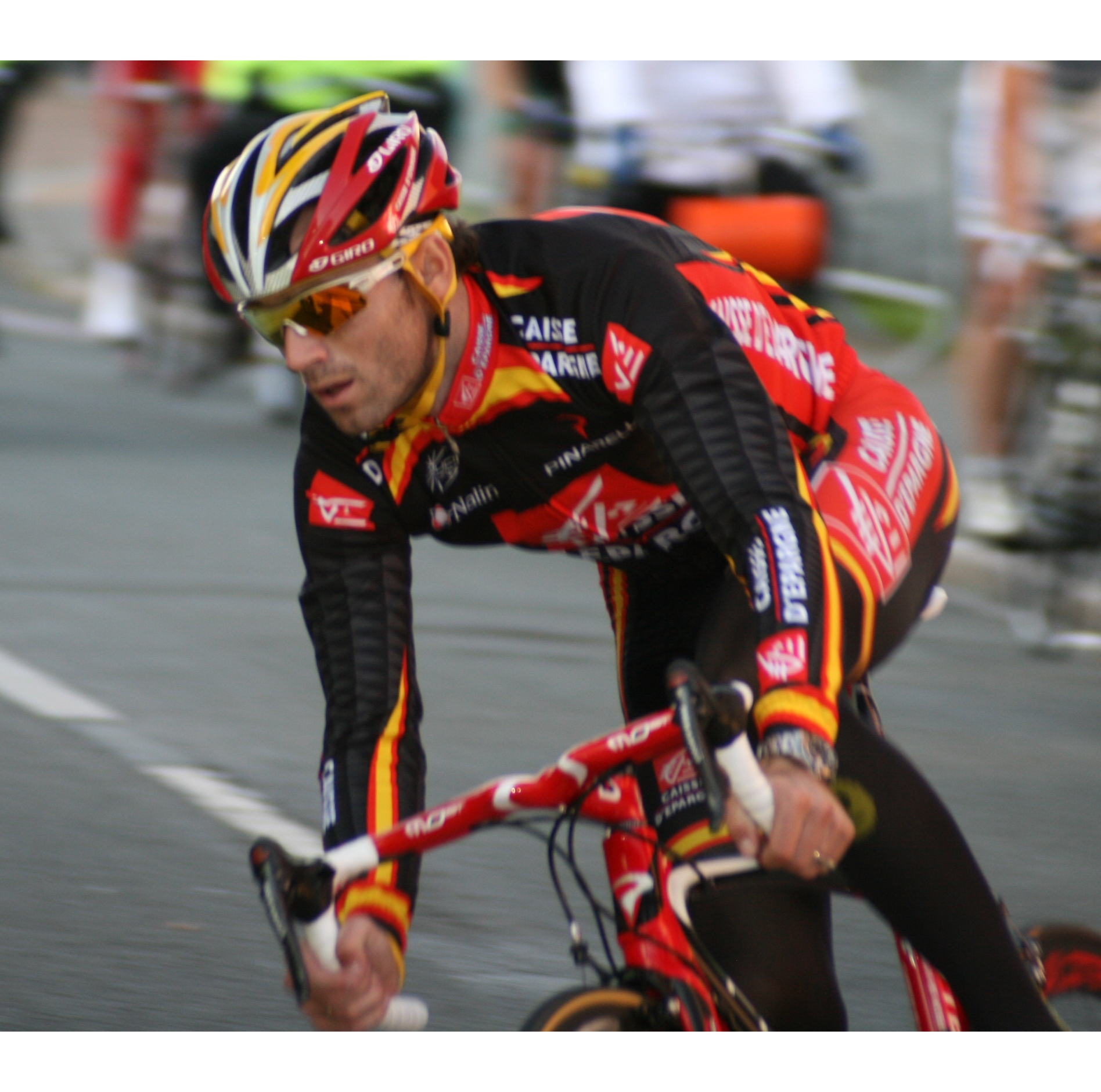
Alejandro Valverde est vice-champion du monde 2003 derrière Astarloa.

Il est à nouveau présent sur les classiques estivales. Sur la HEW Cyclassics, il est échappé en compagnie de Paolo Bettini, Davide Rebellin, Jan Ullrich et de son coéquipier Mirko Celestino. Les deux coureurs de la Saeco prennent les deux dernières places du groupe, et Astarloa termine quatrième. La semaine suivante, sur la Classique de Saint-Sébastien, il est désigné par Bettini comme son principal adversaire, et le chef de file des espagnols. Distancé par Bettini qui l'emporte, il remporte néanmoins le sprint du peloton et termine onzième. Après une 35e place sur la troisième classique de la Coupe du monde de l'été, le Championnat de Zurich, il participe au Tour d'Espagne, qu'il abandonne à l'issue de la 10e étape.
En octobre, Astarloa termine 37e de Paris-Tours, puis participe aux championnats du monde à Hamilton où le leader espagnol, Óscar Freire, l'incite à tenter sa chance. À la suite d'une attaque initiée par le Belge Peter Van Petegem, Astarloa se retrouve en tête de la course en compagnie du Belge, de l'Italien Paolo Bettini, du Néerlandais Michael Boogerd, du Danois Bo Hamburger et du Suisse Oscar Camenzind,. À trois kilomètres de l'arrivée, alors que l'écart se réduit et que les coureurs de l'échappée ne collaborent pas,,, Astarloa s'échappe seul et remporte la course devant Valverde. Astarloa remporte ainsi la plus importante victoire de sa carrière et le troisième titre de l'Espagne en cinq ans. À l'issue de la course, il provoque une polémique en affirmant que Bettini a cherché à le corrompre pendant la course, avant de se rétracter. Abandonnant sur la dernière course de la saison, le Tour de Lombardie, il termine 16e de la Coupe du monde, et 23e du classement UCI, à l'issue de ce qui reste sa meilleure saison.

### Premières difficultés chez Cofidis et Lampre (2004)
Pour la saison 2004, Astarloa est engagé par l'équipe Cofidis, qui se fait cette année-là une fierté de compter dans ses rangs les deux champions du monde sur route en titre, avec Astarloa et le champion du monde du contre-la-montre David Millar. Promis à un rôle de leader exclusif sur les classiques, Astarloa vise pour cette saison la coupe du monde et les classiques les plus difficiles. Malgré une préparation hivernale perturbée par les sollicitations médiatiques, il commence bien sa saison. Sur le Tour méditerranéen, il termine deuxième de la 2e étape derrière Paolo Bettini, et prend le maillot de leader, qu'il porte trois jours, mais perd dans l'ascension du mont Faron au profit de Jörg Jaksche. En mars, il compte parmi les favoris de Tirreno-Adriatico, où il réalise sa meilleure performance sur une grande course par étapes. Il termine deuxième de la 4e étape derrière Paolo Bettini, et s'adjuge la quatrième place du classement général derrière Bettini, Óscar Freire et Erik Zabel, tous anciens vainqueurs de Milan-San Remo. Quatre jours plus tard, Astarloa réussit sa meilleure performance sur cette course. Il termine sixième, tandis que son coéquipier Stuart O'Grady monte sur le podium derrière Freire et Zabel. Blessé dans un accident de la route en Italie, il déclare forfait pour le Critérium international, mais peut participer au Tour des Flandres et à nouveau au Tour du Pays basque. Le 9 avril, dans le cadre de l'affaire Cofidis, l'équipe d'Igor Astarloa décide de se suspendre de toute compétition, ce qui interdit au champion du monde de défendre ses chances sur les classiques ardennaises. L'enquête sur les pratiques et trafics de produits dopants au sein de l'équipe Cofidis a démarré au printemps 2003, lorsqu'Astarloa n'en était pas membre, et aboutit à un procès en novembre 2006 lors duquel il n'est pas appelé à comparaître, contrairement à quatre de ses coéquipiers.
Le 24 avril, après deux semaines d'incertitude au cours desquelles il est notamment annoncé chez Quick Step, Astarloa quitte Cofidis pour Lampre. Dès sa première course, il prend la deuxième place du Grand Prix de l'industrie et de l'artisanat de Larciano, derrière Damiano Cunego. Il participe ensuite au Tour d'Italie remporté par Cunego, qu'il termine 56e. En juillet, il remporte la 1re étape du Brixia Tour, mais abandonne le maillot de leader dès le lendemain à Danilo Di Luca, et termine neuvième. En août, il monte pour la deuxième fois sur le podium de la HEW Cyclassics, battu au sprint par son ancien coéquipier Stuart O'Grady et par Paolo Bettini. La semaine suivante, il termine 12e de la Classique de Saint-Sébastien, puis échoue à la 87e place sur le Championnat de Zurich. Alors qu'il fait partie des favoris des Jeux olympiques d'Athènes, il abandonne après avoir chuté dans le premier tour. Après avoir à nouveau abandonné le Tour d'Espagne à l'issue de la 11e étape, il défend son titre de champion du monde à Vérone. Astarloa, qui annonce un « duel entre l'Italie et l'Espagne », termine 64e, mais le titre est conservé par l'Espagne grâce à Óscar Freire. Malgré sa 72e place à Paris-Tours, où il attaque sans succès dans le final, et son absence au Tour de Lombardie et aux classiques ardennaises, Astarloa termine huitième de la dernière édition de la Coupe du monde. Il est 62e du classement UCI.

### Dernières victoires chez Barloworld (2005-2006)

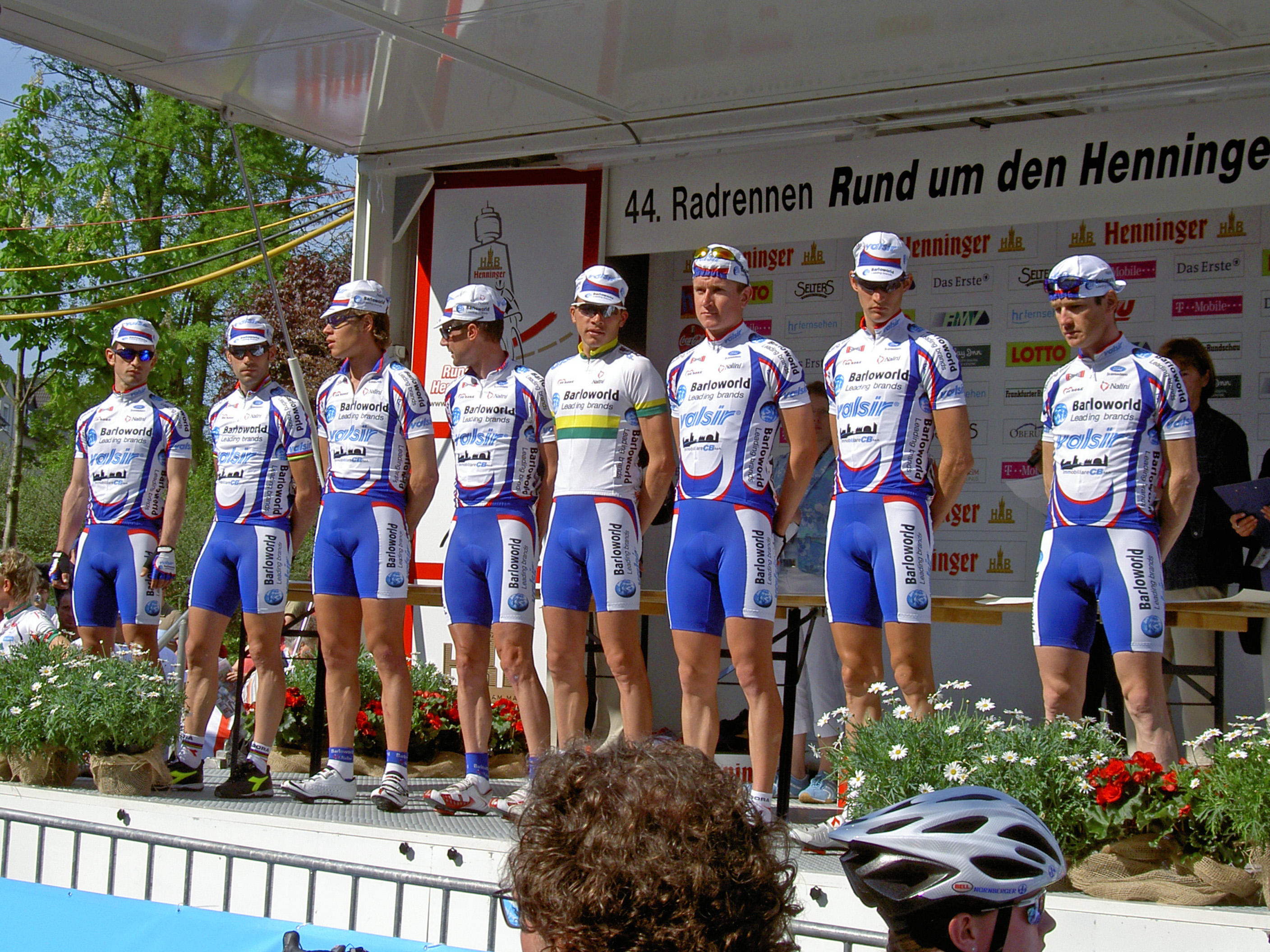
Astarloa (2e en partant de la gauche) au départ du Grand Prix de Francfort 2005.

En 2005, Lampre fusionne avec Saeco. Les places dans la nouvelle équipe sont chères : Astarloa refuse de consentir aux sacrifices financiers qui lui sont demandés et rejoint l'équipe sud-africaine Barloworld-Valsir, où les directeurs sportifs le présentent comme la star de l'équipe, et une garantie pour son avenir. Cette équipe continentale professionnelle n'est pas systématiquement invitée sur les grandes courses et Astarloa court principalement en Espagne et en Italie. Au début de saison, il connaît des soucis administratifs, puis se casse le poignet lors de la Classic Haribo. Il est alors contraint à un arrêt de deux mois, et court en avril l'Amstel Gold Race, la seule classique où son équipe est invitée, avec cinq vis dans le bras, prenant la 12e place. Au cours des mois qui suivent, il obtient des places d'honneur au GP Llodio, sur les étapes du Tour des Asturies, ou encore au Brixia Tour, qu'il termine quatrième. L'été, il termine 46e de la HEW Cyclassics, puis remporte une étape du Tour de Burgos et termine une nouvelle fois 11e de la Classique de Saint-Sébastien. Il finit sa saison sur les semi-classiques de septembre, terminant notamment sixième de la Coppa Placci et cinquième de Paris-Bruxelles. Sélectionné une nouvelle fois pour les Championnats du monde, il prend la 62e place et contribue à la deuxième place d'Alejandro Valverde. Il tire de sa saison un bilan « pas très positif ». À la fin de la saison, diverses rumeurs l'envoient chez Lampre ou chez Liquigas, mais il reste chez Barloworld.
La saison suivante, Barloworld obtient plus d'invitations pour les principales courses du calendrier, et Astarloa ambitionne de remporter à nouveau une classique. Il termine huitième du Grand Prix de Chiasso en février, puis remporte une semaine plus tard sa dernière victoire majeure, la semi-classique Milan-Turin, où il bat au sprint ses compagnons d'échappée Franco Pellizotti, Mirko Celestino et Alessandro Ballan. Il participe à Tirreno-Adriatico, où il termine notamment deuxième de la 3e étape au sprint derrière Óscar Freire, puis prend la 11e place de Milan-San Remo. Échappé lors de la 1re étape du Critérium international, il attaque à dix kilomètres de l'arrivée avec Ivan Basso, Andriy Grivko et Erik Dekker, mais chute dans le dernier kilomètre et perd 18 secondes sur ces derniers. Il termine 6e du classement général. En avril, il peut participer à toutes les classiques ardennaises, terminant 27e de l'Amstel Gold Race, 16e de la Flèche wallonne et 21e de Liège-Bastogne-Liège. Sur la Flèche wallonne, il est longtemps en tête dans l'ascension du mur de Huy, avant d'être repris par Alejandro Valverde dans les derniers hectomètres. La suite de sa saison est notamment troublée par des problèmes de peau, qui l'empêchent de participer aux semi-classiques italiennes du mois d'août.

### Fin de carrière chez Milram puis Knauf (2007-2009)
En septembre 2006, Astarloa signe un contrat de deux ans avec l'équipe ProTour Milram, où il doit jouer un rôle de leader au printemps au côté des sprinteurs Erik Zabel et Alessandro Petacchi. Il aborde la saison avec de solides ambitions. Cependant, malgré un podium obtenu lors de la 2e étape du Tour méditerranéen, il connaît un début de saison difficile, terminant 72e de Milan-San Remo et 41e de la Flèche wallonne et abandonnant sur l'Amstel Gold Race et Liège-Bastogne-Liège. Il découvre début juin qu'il souffre d'une toxoplasmose qui l'a sans doute affaibli dès le printemps et le contraint à abandonner le Critérium du Dauphiné libéré dès le prologue. Il doit observer un repos de deux à trois semaines et ne peut participer au Tour de France. Dans les mois qui suivent, il s'affirme victime de pressions de son équipe, qui donne la priorité aux coureurs allemands. Il est finalement conservé pour la saison suivante.
Il reprend la compétition en janvier, après six mois d'arrêt, mais le début de saison 2008 n'est pas plus probant pour Astarloa, qui termine 50e de Tirreno-Adriatico, abandonne le Tour du Pays basque, et termine 48e de l'Amstel Gold Race et 32e de la Flèche wallonne. Il affirme que sa forme progresse et qu'il espère gagner une étape sur le Tour d'Italie. Mais souffrant d'une gastro-entérite, il abandonne dès la 2e étape. En réalité, il apparaît qu'il a été écarté par son équipe à la suite d'un contrôle antidopage interne positif. Fin mai, il est licencié par Milram.
En 2009, Astarloa rejoint l'équipe Amica Chips-Knauf, où il retrouve le directeur sportif de ses débuts, Giuseppe Martinelli. Cette fois, ce sont les soucis financiers de son équipe qui le handicapent : contrainte d'interrompre son activité à plusieurs reprises, l'équipe ferme définitivement à la fin du mois de mai. Le 17 juin, l'UCI annonce qu'Astarloa, qui n'a pas retrouvé d'équipe, fait partie des cinq coureurs qui font l'objet d'une procédure disciplinaire « pour violation apparente du règlement antidopage sur la base des informations apportées par le profil sanguin inclus dans leur passeport biologique ». Il fait ainsi partie du premier groupe de coureurs accusés de dopage sur le fondement de variations anormales de son profil hématologique. Il est suspendu par son équipe et annonce sa retraite à l'issue de la saison 2009.

## Après-carrière
Une fois sa carrière terminée, Astarloa reste impliqué dans le milieu cycliste. Il intègre RCS Sport en 2015 à l'occasion du Tour d'Italie 2015 sur proposition de son ancien coéquipier Marco Velo. Il pilote une moto placée à l'avant du peloton et a un rôle de régulateur durant la course,. Il intervient également dans le magazine Ciclismo a fondo. En dehors de son sport, il dirige une pâtisserie à Ermua, sa commune natale.

## Dopage
Le nom d'Igor Astarloa est resté très lié au dopage, bien qu'il n'ait jamais été véritablement contrôlé positif. Les premières rumeurs de dopage apparaissent à l'occasion de son titre mondial : l'échantillon sanguin d'Astarloa prélevé à l'occasion de la compétition est testé plusieurs fois, alimentant la controverse jusqu'à ce qu'il soit déclaré vainqueur. L'année suivante, il est pris dans la tourmente de l'affaire Cofidis, qui concerne son équipe, mais des faits datant d'une époque où il n'y courait pas. Il quitte rapidement l'équipe. En 2008, les soupçons de dopage refont surface : à l'occasion d'un contrôle interne à la Milram, Astarloa affiche des caractéristiques sanguines anormales, et il est rapidement licencié. L'année suivante, il est à nouveau épinglé par l'UCI pour profil sanguin irrégulier. Cette dernière affaire, comme la précédente, ne donne cependant lieu à aucune suspension formelle par sa fédération, de telle sorte qu'au moment où il prend sa retraite, Astarloa n'a alors jamais été suspendu, et reste libre de trouver une nouvelle équipe. En décembre 2010, il est condamné par l'UCI à une suspension de deux ans à compter du 26 novembre 2010 qui est assortie d'une amende de 35 000 euros.

## Astarloa dans le peloton
Ayant Andreï Tchmil comme modèle, Igor Astarloa se décrit lui-même comme un coureur de classiques,. Il se distingue par son endurance, qui lui permet de distancer ses adversaires lorsqu'ils faiblissent, après plus de 200 kilomètres. Sa pointe de vitesse lui permet d'obtenir de nombreuses places d'honneur mais est toutefois insuffisante pour être fréquemment vainqueur. Il reconnaît en revanche avoir de faibles dispositions pour les courses par étapes, à cause de ses mauvais résultats contre-la-montre, et de sa moindre capacité de récupération, qui ne lui permet pas d'espérer se maintenir à son meilleur niveau pendant trois semaines consécutives. Il déclare également que la chaleur influe négativement sur son rendement. Ces dispositions pour les classiques lui ont permis de remporter deux des plus importantes courses d'un jour, la Flèche wallonne et le championnat du monde. Il entretient une relation particulière avec les classiques ardennaises, qu'il décrit comme « particulièrement adaptées à sa façon de courir ».
En participant quatre fois au championnat du monde, et en remportant une édition, Astarloa contribue également à la rivalité entre les équipes d'Italie et d'Espagne qui anime les championnats du monde des années 2000, voyant chacun des deux pays remporter quatre éditions en dix ans. Il y contribue avec d'autant plus d'ironie qu'il devient champion du monde alors qu'il n'a couru que dans des équipes italiennes, comptant certains des principaux leaders italiens de cette époque parmi ses coéquipiers, comme Mirko Celestino ou Danilo Di Luca.
Deux directeurs sportifs marquent la carrière d'Astarloa : Giuseppe Martinelli, qui lui offre son premier contrat professionnel dans l'équipe Mercatone Uno, et Claudio Corti, qui le dirige chez Saeco, puis lors de sa deuxième saison chez Barloworld, et le décrit comme « un coureur sérieux, prêt à aider les autres. »
Au moment d'arrêter sa carrière, Igor Astarloa, dans une entrevue à El Mundo Deportivo, porte un regard désabusé sur l'évolution du cyclisme : « Après mon titre mondial, l'environnement a changé. Tout est devenu plus compliqué, nous sommes persécutés, nous devons constamment donner des détails sur nos faits et gestes. Cette atmosphère n'aide pas les sponsors à venir dans notre sport,. » Il entretient une amitié avec Óscar Freire qui perdure après l'arrêt de leurs carrières respectives.

## Palmarès

### Palmarès amateur
| - 1993 - Champion d'Espagne de cyclo-cross juniors - 1994 - Champion d'Espagne de cyclo-cross juniors - 1996 - 3e du Mémorial Valenciaga - 1998 - Gran Premio Caja Cantabria - Tour de Valladolid - Prueba Loinaz - Premio San Pedro - 4e étape de la Semaine aragonaise - 2e de la Santikutz Klasika - 3e du Mémorial José María Anza - 3e du San Bartolomé Saria | - 1999 - Gran Premio Inda - 3e du Trofeo Caduti di Soprazocco - 3e du Grand Prix de la ville de Felino |  |

### Palmarès professionnel
| - 2001 - Klasika Primavera - 7e de la HEW Cyclassics - 2002 - Brixia Tour : - Classement général - 2ea étape - 2e de la HEW Cyclassics - 2e de la Classique de Saint-Sébastien - 2e de la Japan Cup - 4e de la Coupe du monde - 7e de Paris-Tours - 2003 - Champion du monde sur route - 3e étape du Tour de la Communauté valencienne - Flèche wallonne - 3e du Grand Prix de Francfort - 4e de la HEW Cyclassics - 10e de l'Amstel Gold Race | - 2004 - 1re étape du Brixia Tour - 2e du Grand Prix de l'industrie et de l'artisanat de Larciano - 3e de la HEW Cyclassics - 4e de Tirreno-Adriatico - 6e de Milan-San Remo - 8e de la Coupe du monde - 2005 - 2e étape du Tour de Burgos - 2006 - Milan-Turin |  |

### Résultats sur les grands tours

#### Tour d'Italie
3 participations 
- 2002 : 53e
- 2004 : 56e
- 2008 : non-partant (2e étape)

#### Tour d'Espagne
4 participations 
- 2001 : abandon (10e étape)
- 2002 : 63e
- 2003 : non-partant (11e étape)
- 2004 : non-partant (12e étape)

### Résultats sur les classiques
Ce tableau présente les résultats d'Igor Astarloa sur les principales courses d'un jour de son époque, à l'exception de Paris-Roubaix, qu'il n'a jamais courue. Il a terminé dans les dix premiers de cinq des dix courses de la Coupe du monde.
| Année | Milan- San Remo | Tour des Flandres | Liège- Bastogne-Liège | Flèche wallonne | Amstel Gold Race | Classique de Saint-Sébastien | HEW/Vattenfall Cyclassics | Championnat de Zurich | Grand Prix de Plouay | Paris-Tours | Tour de Lombardie | Championnats du monde |
| ----- | --------------- | ----------------- | --------------------- | --------------- | ---------------- | ---------------------------- | ------------------------- | --------------------- | -------------------- | ----------- | ----------------- | --------------------- |
| 2000  | -               | -                 | -                     | 91e             | -                | 92e                          | -                         | -                     | -                    | -           | -                 | -                     |
| 2001  | 128e            | -                 | 11e                   | 32e             | 15e              | 27e                          | 7e                        | -                     | -                    | -           | -                 | -                     |
| 2002  | 162e            | -                 | 57e                   | 13e             | 14e              | 2e                           | 2e                        | -                     | 48e                  | 7e          | 23e               | 59e                   |
| 2003  | 37e             | -                 | 34e                   | Vainqueur       | 10e              | 11e                          | 4e                        | 35e                   | 46e                  | 37e         | Abandon           | Vainqueur             |
| 2004  | 6e              | 35e               | -                     | -               | -                | 12e                          | 3e                        | 87e                   | -                    | 72e         | -                 | 64e                   |
| 2005  | -               | -                 | -                     | -               | 12e              | 11e                          | 46e                       | -                     | -                    | -           | -                 | 62e                   |
| 2006  | 11e             | -                 | 21e                   | 16e             | 27e              | -                            | -                         | -                     | -                    | -           | -                 | -                     |
| 2007  | 72e             |                   | Abandon               | 41e             | Abandon          | -                            | -                         | -                     | -                    | -           | -                 | -                     |
| 2008  | -               | -                 | -                     | 32e             | 48e              | -                            | -                         | -                     | -                    | -           | -                 | -                     |

### Classements mondiaux
Jusqu'en 2004, le classement UCI concerne tous les coureurs ayant obtenu des points lors de courses du calendrier international de l'Union cycliste internationale (324 courses en 2004). En 2005, l'UCI ProTour et les circuits continentaux sont créés, ayant chacun leur classement. De 2005 à 2008, le classement de l'UCI ProTour classe les coureurs membres d'équipes ProTour en fonction des points qu'ils ont obtenus lors des courses du calendrier UCI ProTour, soit 28 courses en 2005, 27 en 2006, 26 en 2007. En 2008, le calendrier du ProTour est réduit à 15 courses en raison du conflit entre l'UCI et les organisateurs de plusieurs courses majeures. Les trois grands tours, Paris-Roubaix, la Flèche wallonne, Liège-Bastogne-Liège, le Tour de Lombardie, Tirreno-Adriatico et Paris-Nice ne sont donc pas pris en compte dans le classement ProTour 2008. En 2009, un « classement mondial UCI » remplace le classement ProTour. Il prend en compte les points inscrits lors des courses ProTour et des courses qui n'en font plus partie, regroupées dans un « calendrier historique », soit au total 24 courses en 2009. Ce nouveau classement prend en compte les coureurs des équipes continentales professionnelles.
Astarloa a été classé au mieux 23e au classement UCI en 2003. Après son remplacement par le circuit ProTour en 2005, il est classé au mieux 59e de l'Europe Tour en 2005.
| Année              | 2000 | 2001 | 2002 | 2003 | 2004 | 2005 | 2006 | 2007 | 2008 | 2009 |
| Classement UCI     | 616e | 117e | 29e  | 23e  | 62e  |      |      |      |      |      |
| Classement ProTour |      |      |      |      |      |      |      | nc   | nc   |      |
| Europe Tour        |      |      |      |      |      | 59e  | 107e |      |      | nc   |
| America Tour       |      |      |      |      |      |      | 327e |      |      |      |
| Coupe du monde     | nc   | 22e  | 4e   | 16e  | 8e   |      |      |      |      |      |